# Neogodronia
Neogodronia är ett släkte av svampar som beskrevs av Schläpf.-Bernh. Neogodronia ingår i familjen Helotiaceae, ordningen disksvampar, klassen Leotiomycetes, divisionen sporsäcksvampar och riket svampar.
Släktet innehåller bara arten Neogodronia ledi.